# Gustave De Schryver
Gustave De Schryver (* 15. Februar 1891; † 22. September 1949 in Watermael-Boitsfort/Watermaal-Bosvoorde) war ein belgischer Radrennfahrer.

## Sportliche Laufbahn
Gustave De Schryver war Teilnehmer der Olympischen Sommerspiele 1920 in Antwerpen. In den Wettbewerben im Bahnradsport belegte er gemeinsam mit Albert De Bunné, Jean Janssens und Charles Van Doorselaer in der Mannschaftsverfolgung den 4. Rang. Im Punktefahren wurde er beim Sieg von Henry George auf dem 8. Rang klassiert. Er startete für den Verein Royal Cureghem Sportief.